# Estación Fundão
La Estación Fundão es una estación ferroviaria del Ferrocarril Vitória a Minas situada en el barrio Centro del municipio brasileño de Fundão, Espírito Santo, inaugurada el 15 de mayo de 1905. El edificio actual pasó por reformas a finales de 2010.